# ファブリツィオ・フェロン
ファブリツィオ・フェロン（Fabrizio Ferron, 1965年9月5日-）はイタリア・ボッラーテ出身の元サッカー選手。ポジションはGK。

## 経歴
ACミランのユース出身。
1988-89シーズンから1995-96シーズンまでアタランタでプレー、通算294試合に出場した。1996-97シーズンからの3期はサンプドリア の正GKとして活躍、1999-2000シーズンにはインテルに移籍したが、アンジェロ・ペルッツィの控えに甘んじ、リーグ戦4試合、コッパ・イタリア4試合の出場に留まった。
1991-92シーズンのクレモネーゼ戦において、相手GKのミケランジェロ・ランプッラにセリエA史上初となるゴールキーパーによる得点を決められた。